# George Duncan Beechey
George Duncan Beechey (* 20. Oktober 1798 in London, England; † 6. Dezember 1852 in Lucknow, Indien) war ein britischer Porträtmaler des 19. Jahrhunderts.

## Leben
Beechey war das dritte von 18 Kindern des englischen Porträtmalers und späteren Sir William Beechey mit seiner Ehefrau Anne Phyllis Jessop. König Georg III. von Großbritannien war sein Pate. Er war der Bruder des Kapitäns der britischen Marine Frederick William Beechey, des Admirals und Malers Richard Brydges Beechey und des Porträtmalers Henry William Beechey.
Die Tatsache, dass Beechys Vater der Porträtmaler des Königs war, sorgte für einen großen Kundenkreis innerhalb der königlichen Familie und bei bekannten Persönlichkeiten, so zum Beispiel bei Prinz Augustus Frederick, Duke of Sussex. Von 1817 bis 1834 stellte er mehrmals in der Royal Academy of Arts aus.
in den Jahren 1821 bis 1822 machte Beechey eine Zeichen- und Malreise nach Ägypten, in den 1830er Jahren reiste er nach Indien. Dort wurde er der Hofmaler der letzten Nawabs von Avadh.

## Werke (Auswahl)

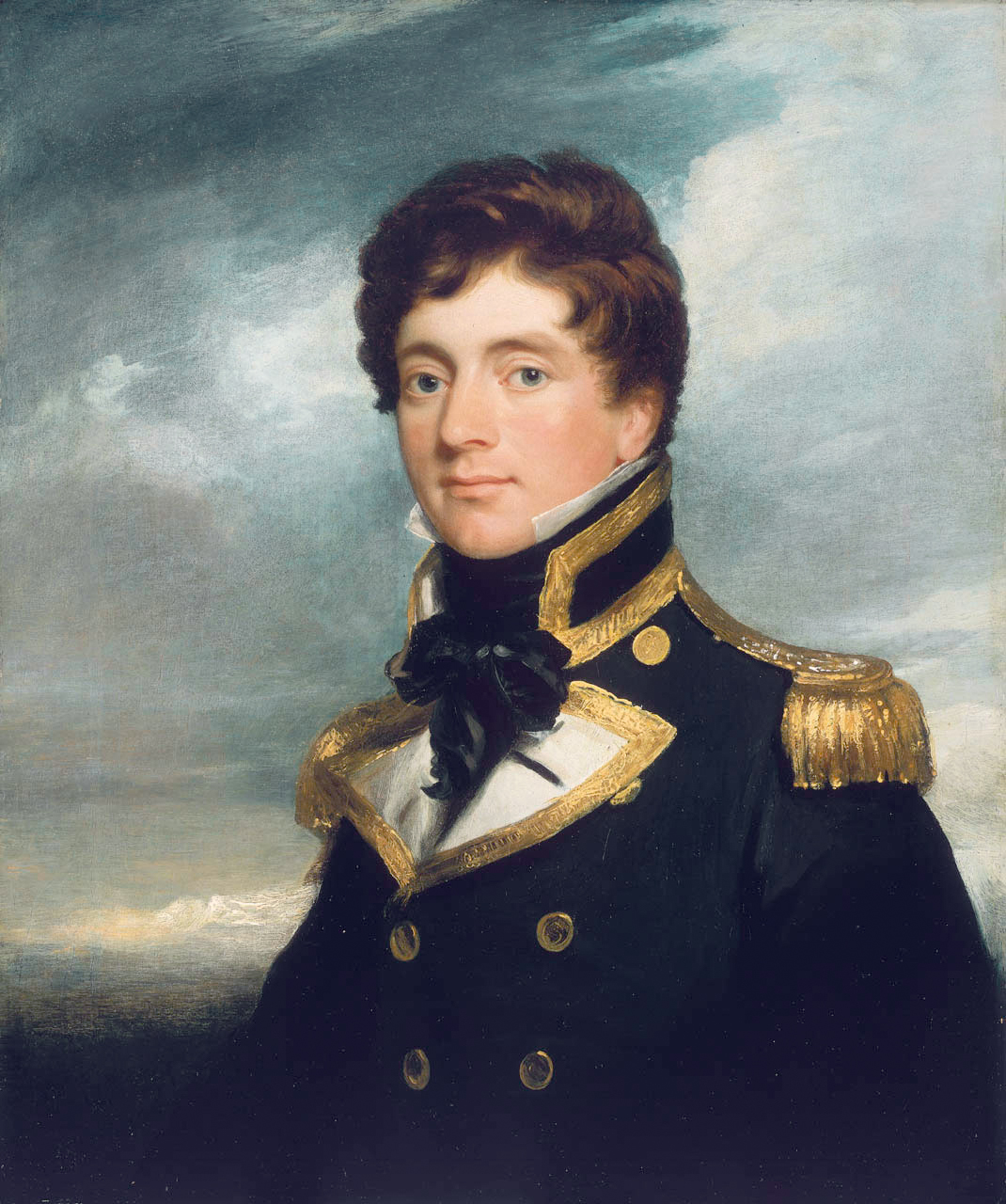
Frederick William Beechey, um 1822
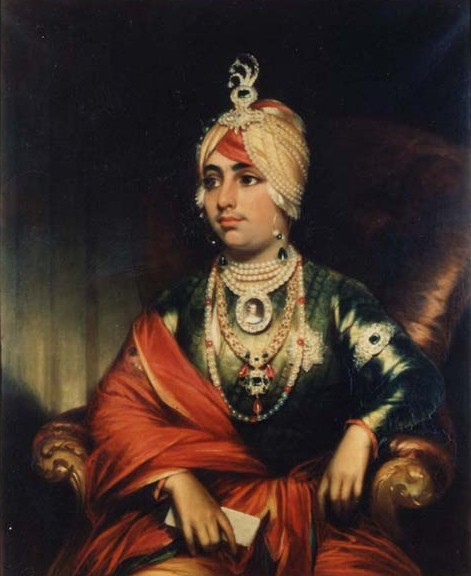
Duleep Singh, 1852